# Afric Simone
Afric Simone (nascut Henrique Joaquim Simone, Inhambane, 10 d'octubre de 1939) és un cantant i músic mozambiquès.
Va ser un dels artistes africans més coneguts en Europa durant els anys 1970 i començaments de 1980.

## Infància i joventut
Va néixer a Moçambic, de pare brasiler i mare de Moçambic. Poc després del seu naixement, els seus pares es van traslladar al Brasil. Però als 9 anys (després de la mort del seu pare), ell, la seva mare i les seves dues germanes petites van haver de traslladar-se a Xipamanine, el suburbi de Lourenço Marques, ara Maputo.
Simone va haver de deixar l'escola i començar a treballar, per ajudar la seva mare i les seves germanes. Feia de cangur per a la família del metge local i cantava constantment per al nadó. Als 15 anys Simone i el seu amic van començar els seus estudis de paletes. Un cop acabades les classes, la Simone i el seu amic, per guanyar diners, van actuar als carrers de la ciutat: tocaven la guitarra, cantaven i ballaven.
Un gerent d'un dels hotels de Maputo s'ha adonat de dos joves provincials talentosos i els ha convidat a actuar al restaurant de l'hotel. Així que des d'aleshores Simone tenia tres feines alhora: el cap de setmana tocava la guitarra i cantava a l'hotel, i durant la setmana laboral treballava de paleta durant el dia i actuava al carrer a les nits. A finals dels anys seixanta, Simone actuava sota el nom artístic de Kid Kid.
A poc a poc va anar guanyant popularitat local: la gent el va començar a reconèixer pel carrer, i fins i tot el diari local va escriure sobre ell. Aleshores, el jove músic va ser observat per un gestor musical professional de Sud-àfrica.

## Carrera professional
Entre 1965 i 1971, Simone va llançar, sota el nom artístic de Monsieur Afrique, 5 senzills: Black Dynamite el 1965 a Ariola, El Matador el 1969 a Teldec, Washboard man el 1970 a Polydor Records i Ich bin der grösste Lacher també a 1970 a Telefunken, i Feuer Feuer Feuer el 1971 a Hansa Records.
El 1972, el senzill Barracuda va ser llançat a Sud-amèrica - sota el nom artístic Simón el africano. La cançó es va fer molt popular a molts països d'Amèrica del Sud, especialment al Brasil, Colòmbia i Veneçuela. Simone va haver d'aprendre què significa ser realment popular - per exemple, signar autògrafs.
L'any 1973 el gerent de Simone va decidir anar a Londres amb l'esperança que el mercat europeu donés més oportunitats a l'artista africà. El 1974, el single Barracuda va ser reeditat a Europa - amb el nom artístic Afric Simone. L'avenç esperat no es va produir, però Simone i el seu mànager s'han enfrontat al negoci europeu de l'espectacle, han adquirit nova experiència i han pogut adonar-se millor de quin estil musical podria funcionar.
Més tard, el 1974, Simone i el seu gerent van anar a París. Va tenir la sort que Eddie Barclay, el magnat discogràfic francès, va anar a veure un espectacle a París. Després de veure Simone actuar en directe, Eddie Barclay li va oferir immediatament un contracte de gravació.
El 1975, el senzill Ramaya va ser llançat pel segell Barclay Records. La cançó es va convertir en un èxit de l'estiu i va entrar al Top 10 de molts països europeus. La cançó va ser coproduïda amb el músic i compositor txec Stanislav Regal.
Més tard, el 1975, es va llançar el senzill Hafanana.
Es va presentar en 1975 en un programa amb el seu senzill Ramaya a Colòmbia, es va presentar al programa El show de las estrellas de Jorge Barón Televisió amb el seu senzill Hafanana, que es va difondre entre 1975 a 1980.
Aquesta idea va provocar una barreja de la seva pròpia llengua materna i Happy Sound europeu. També es diu que Simone ha estat pioner en break dance i beatboxing, tal com es pot veure en les seves presentacions en viu, per exemple, en l'actuació televisada de la seva cançó, Playa Blanca el 1976.
El juliol de 1977, Afric Simone va interpretar aquesta cançó a Berlín Oriental, a la República Democràtica Alemanya, al programa de televisió "Ein Kessel Buntes". Aquest programa de televisió es va emetre a tots els països socialistes d'Europa de l'Est. El 1978, l'àlbum d'Afric Simone va ser llançat a Txecoslovàquia. Com a resultat, el 1979 Simone va ser convidada unes quantes vegades a actuar per a la televisió txeca, en un programa moderat per Karel Gott. A finals d'aquest any, Simone ha gravat un duet amb una altra estrella txeca, Helena Vondrackova.
Simone està actuant activament a tot Europa. El 1999 Afric Simone va participar al festival "Tavria games" a Ucraïna. Encara recorda l'avió xàrter, que els organitzadors del festival han llogat, per portar els artistes de Kíev al recinte del festival prop de Kakhovka. Afric va pensar que «aquest avió estava a punt per desfer-se a l'aire» - i es va negar a volar de tornada, insistint a conduir de tornada a Kíiv (uns 500 quilòmetres per les carreteres ucraïneses, lluny de ser perfectes).
L'any 2003 Afric Simone va participar en el segon festival "Discoteka 80s", organitzat per l'emissora de ràdio de Moscou "AvtoRadio". El festival va tenir lloc a l'estadi Luzhniki i ha estat retransmès pel primer canal de televisió rus la nit de Cap d'Any.
L'any 2005 Afric Simone va participar en un projecte “Melodies i ritmes d'Europa al Kremlin”. Durant aquest projecte, artistes russos han interpretat les cançons de participants internacionals, i viceversa. Afric Simone ha interpretat, juntament amb el cantant rus Evgeny Osin, la cançó anomenada El nostre veí, gravada originalment per la cantant polonesa Edyta Pieha el 1968.
L'octubre de 2006 Afric Simone va actuar al festival d'Israel, juntament amb artistes com "Systems in Blue", Patty Ryan i "Bad Boys Blue".
L'any 2012 Simone va participar al festival "Llegendes de Retro FM", que ha tingut lloc a l'Estadi Olímpic de Moscou (aforament màxim 35.000 espectadors), a Rússia. La col·laboració amb l'emissora de ràdio “Retro FM” ha continuat: l'octubre de 2014 Afric ha celebrat el seu 75è aniversari a bord del creuer “Liberty of the Seas”, durant el creuer de “Retro FM”, juntament amb la banda austríaca “Joy” i el duet espanyol Baccara. El creuer ha sortit de Barcelona, ha visitat Marsella, Vilafranca de Mar, alguns ports d'Itàlia, Sicília i ha tornat a Barcelona.

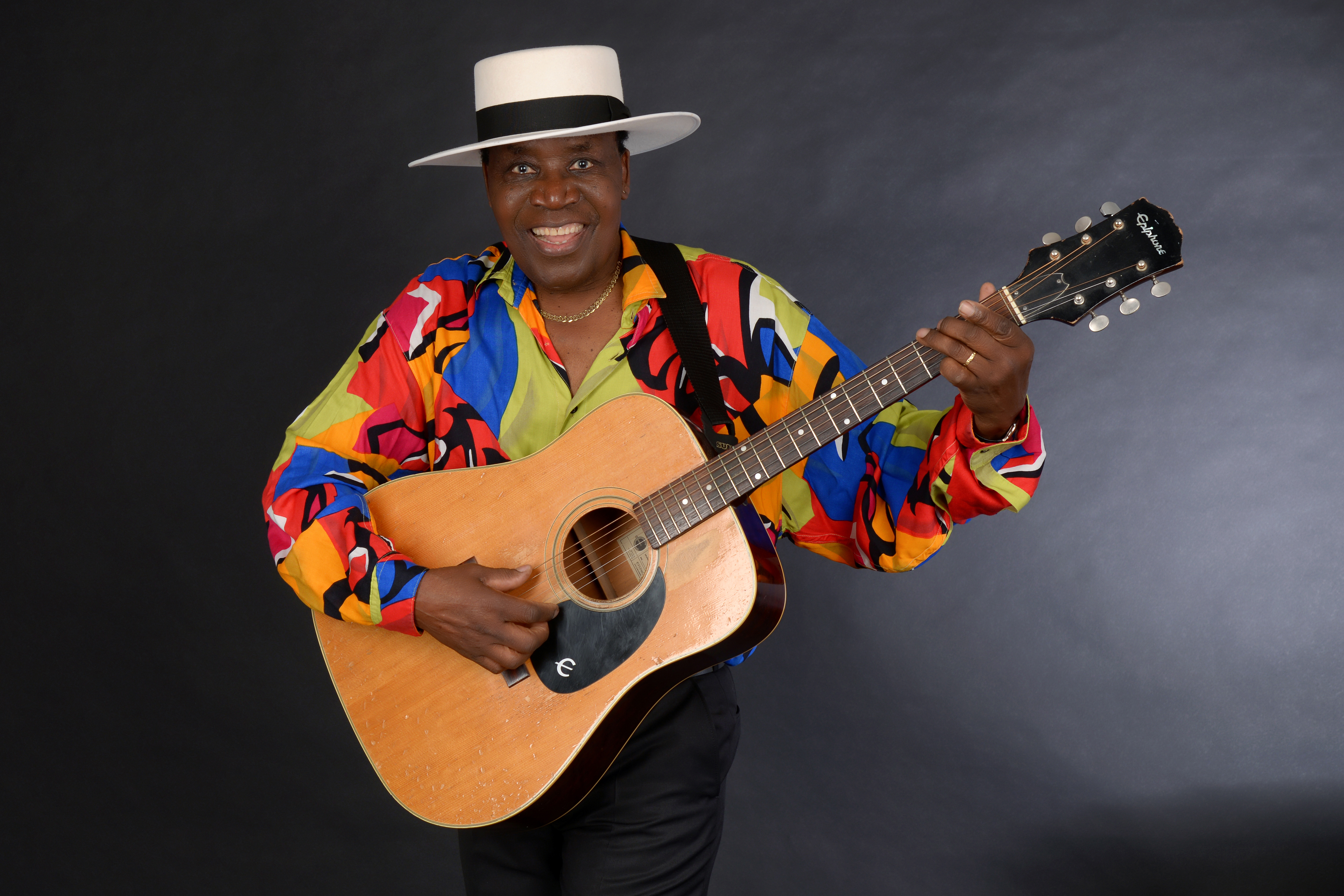
Afric Simone 2016

El 2015, Simone va rebre un premi especial commemoratiu de l'associació d'autors musicals alemanys, GEMA, pels seus 40 anys de membre com a compositor.
L'octubre de 2017 Afric ha actuat a Mahiliou, Belarús, al festival "Golden Schlager". Al costat del palau cultural de Mogilev ha plantat un auró, que va passar a formar part del "Call de les estrelles".
El març de 2018 Afric Simone va actuar per primera vegada a Chisinau, Moldàvia, al concert "Retro Legends" (part del festival de 10 dies "Martisor").
El febrer de 2019 Afric Simone ha actuat, juntament amb molts artistes europeus i russos dels anys 80 i 90, als festivals "Discoteka Avtoradio", que van tenir lloc al Velodrom de Berlín i a l'ISS Dome de Düsseldorf, a Alemanya. El març de 2020, poc abans de la pandèmia, Afric Simone va actuar al festival de Kíiv, a Ucraïna, juntament amb artistes com C.C.Catch i Liz Mitchell.
El juliol de 2022 Afric Simone va actuar al festival "Discoteca 80" a Cluj-Napoca, a Romania. L'octubre de 2023 Afric Simone ha actuat al festival "Arena Retro Party" a Budapest, a Hongria.

## Vida privada
Afric Simone parla alemany, anglès, portuguès, francès, espanyol i diverses llengües africanes, però les seves cançons estan escrites en la barreja de swahili i poques paraules d'altres idiomes.
Afric Simone viu des de 1978 a Berlín, Alemanya. La seva dona actual, Ludmila, és d'ètnia russa. Del matrimoni anterior, Afric Simone té un fill, Fabio.

## Discografia

### Singles
- 1965 - "Black Dynamit" / "Monsieur Afriquc" (Ariola)
- 1969 - "El Matador" / "Mosquito" (Teldec)
- 1970 - "Washboard Man" / "Harana" (Polydor)
- 1970 - "Ich bin der grösste Lacher" / "Mr. Watussi" (Telefunken)
- 1971 - "Feuer Feuer Feuer" / "Salt-Lake-City Train" (Hansa)
- 1972 - "Barracuda / Hey Safari" (BASF)
- 1974 - "Barracuda" / "Hûmbala" (Ariola 1974)
- 1975 - "Ramaya" / "Piranha" (Barclay Records, BRCNP 40066)
- 1976 - "Hafanana" / "Sahara" (Barclay, BRCNP 40072)
- 1976 - "Aloha-Wamayeh" / "Al Capone" (Hansa Records, 17 586 AT)
- 1977 - "Maria Madalena" / "Aloha" (Barclay)
- 1977 - "Playa Blanca" / "Que Pasa Mombasa" (Musart Records, MI 30387)
- 1978 - "Playa Blanca" / "Marabu" (Barclay)
- 1978 - "Me gusta bailar" / "Sympathy" (Philips)
- 1980 - "China Girl / "Salomé" (Barclay)
- 1981 - "Maria sexy bomba de Paris" (CNR)
- 1990 - "Afro Lambada" (Multisonic)

### Àlbums
- 1974 - Mr. Barracuda (BASF, 2021932)
- 1975 - Ramaya (Barclay, 70024)
- 1976 - Aloha Playa Blanca (CNR)
- 1978 - Boogie Baby (RCA)
- 1978 - Jambo Jambo (Epic)
- 1981 - Maria Sexy Bomba De Paris (Epic)
- 1990 - Afro Lambada (Multisonic)